# Sengkang
Sengkang är en distriktshuvudort i Indonesien.   Den ligger i provinsen Sulawesi Selatan, i den centrala delen av landet, 1 500 km öster om huvudstaden Jakarta. Sengkang ligger 23 meter över havet och antalet invånare är 59 523.
Terrängen runt Sengkang är platt. Runt Sengkang är det tätbefolkat, med 550 invånare per kvadratkilometer. Det finns inga andra samhällen i närheten. Omgivningarna runt Sengkang är en mosaik av jordbruksmark och naturlig växtlighet.